# Ducoco Produtos Saudáveis
Ducoco Alimentos é uma empresa alimentícia brasileira fundada em 1982 a partir de uma plantação de cocos no interior do Ceará. A empresa distribui produtos para todo território nacional e atende ao mercado externo desde 2000, quando fez sua primeira exportação, para Portugal. Hoje comercializa para 24 nações e cerca de 10% da produção líquida é destinada ao mercado internacional, sendo que para o mercado norte-americano, negocia um milhão de litros de água de coco.

## História
Após a Embrapa criar em 1983 o Centro Nacional de Pesquisa do Coco, a agropecuária Ducoco investiu no cultivo de espécies nacionais no sul do Pará. Ao mesmo tempo, produtores e parte do mercado partiram para o cultivo do coco africano (PB-121). Cinco anos depois, a Ducoco investiu na plantação do coco africano em uma fazenda no Ceará.
No período de julho de 1989 a julho de 1990, a Ducoco tornou-se lider do mercado nacional de leite de coco, com 20,9% de participação. Com esse resultado, a empresa investiu 5 milhões de dólares em 1990, prevendo um crescimento de 10% de sua participação no mercado de produtos derivados de coco.Como parte do investimento, veiculou sua primeira campanha na televisão, estrelada pela atriz Angelina Muniz. A sede da empresa, que era a segunda maior do país no mercado de produtos derivados de coco, foi transferida de Fortaleza para São Paulo em 1993.
Com um crescimento de 35% em vendas de água de coco registrado em 2014 (representado 16,7% do mercado varejista brasileiro), no ano seguinte a Ducoco recebeu um aporte de 85 milhões de reais do fundo BRZ Investimentos (que passou a ser sócia da empresa) para ampliar sua produção.
Durante as investigações da Operação Lava Jato, foi decretada uma intervenção judicial e liquidação do banco FPB Bank Panamá. O banco foi acusado de servir de plataforma para estrangeiros abrirem contas sem autorização legal. As autoridades descobriram que o banco era controlado por Nelson Pinheiro - maior acionaista da Ducoco. Após a intervenção no FPB, a Ducoco foi colocada à venda em abril de 2017.
Em 2018 a empresa sofreu uma intervenção judicial após ação de Roberto e Antonio Montoro, clientes do banco FPB Bank. O banco foi acusado pelos irmãos Montoro de ter desviado 48 milhões das contas deles no FPB Bank. Pinheiro recorreu contra a intervenção.

## Marcas
Em 1997, adquiriu a marca Menina, também de derivados de coco. No ano seguinte, resolveu explorar novos segmentos e começou a produzir sobremesas semiprontas e achocolatado em pó, sob as marcas Frutop e Chomax, respectivamente. Dessa forma tornou uma empresa de alimentos e mudou o  nome de Ducoco para Ducoco Alimentos.
Atualmente, a empresa conta com 7 fazendas, 2 fábricas, 3 centros de distribuição, 4 marcas e 105 produtos. Conta com mais de 1.700 colaboradores.

## Invasão em Terras Indígenas
Desde os anos 70, os povos Tremembés do litoral norte do Ceará, tem relatado a invasão de suas terras para plantio da monocultura de coco. Nos anos 80, as terras foram compradas por empresas como a Ducoco, que manteve as pressões contra as terras indígenas e inclusive começou expulsar estes para viverem em pequenas terras de 1-2 ha. Naquela mesma década, as lideranças Tremembés passaram revindicar seus direitos trabalhistas (muitos deles trabalhavam nessas monoculturas) e seus próprios direitos indígenas, exigindo a demarcação da terra de Almofala (Itarema). Em resposta as reivindicações indígenas, eles passaram ser perseguidos e ter suas lideranças ameaçadas de morte. A pressão da empresa, de outros latifundiários, de políticos e da própria prefeitura de Itarema, impedem a demarcação do território de Almofala desde 1992, processo que segue até atualmente sem solução.